# تمرد ساتسوما
تمرد ساتسوما أو حرب سينان، كانت ثورة للساموراي الساخطين ضد الحكومة الإمبراطورية الجديدة، التي حكمت تسع سنوات في فترة ميجي. جاء اسم التمرد من مقاطعة ساتسوما، التي كان لها تأثير في إصلاح ميجي وأصبحت موطناً للساموراي العاطلين عن العمل بعد أن أهملت الإصلاحات العسكرية وضعهم. استمر التمرد من 29 يناير 1877 حتى سبتمبر من ذلك العام، حين سُحق بشكل حاسم، وارتكب زعيمه سايغو تاكاموري «هارا كيري» (قطع الأحشاء) بحق نفسه بعد إصابته بجروح قاتلة.
كان تمرد سايغو الأخير والأخطر بين سلسلة الانتفاضات المسلحة التي قامت ضد الحكومة الجديدة لإمبراطورية اليابان، وهي الدولة السلف لليابان الحديثة.

## خلفية تاريخية
على الرغم أن ساتسوما لعبت دورًا رئيسًا في إصلاح ميجي وحرب بوشين، وعلى الرغم أن العديد من الرجال من ساتسوما ارتقوا إلى مناصب مؤثرة في حكومة ميجي الجديدة، كان هناك سخط متزايد من الاتجاه الذ ي تندفع نحوه البلاد. كان التحديث في البلاد يعني إلغاء الوضع الاجتماعي الخاص لطبقة الساموراي، وتقويض مكانتهم المالية. بدت التغيرات السريعة والشاملة للغاية في الثقافة واللغة واللباس والمجتمع الياباني بالنسبة للعديد من الساموراي بمثابة خيانة لجزء «طرد البرابرة» من فلسفة سونو جوي التي استُخدمت للإطاحة بشوغونية توكوغاوا السابقة.
كان سايغو تاكاموري، أحد كبار قادة ساتسوما في حكومة ميجي الذين دعموا الإصلاحات في البداية، قلقًا بشكل خاص بسبب تنامي الفساد السياسي (كان شعار حركته المتمردة، هو «حكومة جديدة، أخلاق عالية») كان سايغو مؤيدًا قويًا للحرب مع كوريا في خلاف سايكانرون في عام 1873. في مرحلة ما، عرض على الحكومة زيارة كوريا شخصيًا وإثارة ذريعة الحرب من خلال التصرف بطريقة مهينة بحيث يضطر الكوريون إلى قتله. توقع سايغو أن تنتصر اليابان في الحرب في نهاية المطاف، وأن يجد الساموراي الذين دافع عن قضيتهم في المراحل الأولى منها وسيلة توفر لهم موتًا نافعًا وذا معنًى. حين رُفضت الخطة، استقال سايغو من جميع مناصبه الحكومية احتجاجًا على ذلك وعاد إلى مسقط رأسه كاغوشيما، كما فعل العديد من سامواري ساتسوما السابقين في الجيش وقوات الشرطة.
للمساعدة في دعم وتوظيف هؤلاء الرجال، أسس سايغو أكاديمية خاصة في كاغوشيما عام 1874. سرعان ما أُنشئ 132 فرعًا في جميع أنحاء الولاية. لم يكن «التدريب» المقدم أكاديميًا بحتًا: على الرغم أنه جرى تعليم الكلاسيكيات الصينية، كان مطلوبًا من جميع الطلاب المشاركة في التدريب على الأسلحة وتعلم التكتيكات. أسس سايغو مدرسة مدفعية أيضًا. كانت المدارس تشبه المنظمات السياسية شبه العسكرية أكثر من أي شيء آخر، وتمتعت بدعم حاكم ساتسوما، الذي عين الساموراي الساخطين في المناصب السياسية، حيث جاءوا ليهيمنوا على حكومة كاغوشيما. كان الدعم المقدم لسايغو قويًا جدًا لدرجة أن ساتسوما انفصلت فعليًا عن الحكومة المركزية بحلول نهاية عام 1876.

## تمهيد
رُحّب بتعاليم أكاديميات سايغو بقلق كبير في طوكيو. كانت الحكومة قد تعاملت للتو مع العديد من ثورات الساموراي الصغيرة والعنيفة في كيوشو، وكان احتمال قيام العديد من ساموراي ساتسوما الشرسين بتمرد يقوده صاحب الشعبية والمشهور سايغو مثيرًا للقلق. في ديسمبر 1876، أرسلت حكومة ميجي ضابط شرطة يدعى ناكاهارا هيساو و57 رجلًا آخر للتحقيق في تقارير حول أنشطة تخريبية واضطرابات. أُلقي القبض على الرجال، واعترفوا تحت التعذيب أنهم جواسيس أُرسلوا لاغتيال سايغو. على الرغم من أن ناكاهارا نكر الاعتراف في وقت لاحق، كان يُعتقد على نطاق واسع في ساتسوما أن التمرد ضروري من أجل «حماية سايغو» واستُخدم هذا الاعتقاد مسوغًا من قِبل الساموراي الساخطين. وبسبب الخوف من التمرد، أرسلت حكومة ميجي سفينة حربية إلى كاغوشيما لنزع الأسلحة المخزنة في ترسانة كاغوشيما في 30 يناير 1877. أثار هذا الأمر صراعًا مفتوحًا، على الرغم من إلغاء رواتب الأرز للساموراي في عام 1877، كانت التوترات شديدة للغاية بالفعل. ونتيجة الغضب من تكتيكات الحكومة، هاجم 50 طالبًا من أكاديمية سايغو ترسانة سوموتا وحملوا أسلحة معهم. على مدار الأيام الثلاثة التالية، شن أكثر من 1000 طالب غارات على الساحات البحرية والترسانات الأخرى.